# 조광희 (카누 선수)
조광희(趙光熙, 1993년 12월 24일~)는 대한민국의 카누 스프린트 선수이다. 주 종목은 카약 1인승이며 2016년과 2020년 하계 올림픽 K(카약)-1 200m 종목에 참가했다.